# ごごはWIN'S
『ごごはWIN'S』（ごごはウィンズ）は、2006年4月から2007年3月まで秋田放送ラジオ（ABSラジオ）で放送されていた昼のワイド番組。

## 概要
- 放送時間は毎週月曜～金曜12:20～15:25。
- 前番組『元気満タン秋田だwin』『元気満タン秋田だwin2』に引き続き、松井梨絵子（当時秋田放送アナウンサー）と高橋美樹（当時秋田放送アナウンサー）がパーソナリティを担当。中継リポーター陣は入れ替えが行われたが、引き続き出演していた者も多かった。
- 前番組同様、中継車「ラジPAL」による街頭中継が行われていた。この特徴は、後継番組の『ごくじょうラジオ』にも受け継がれている。
- 月曜は「リクエストマンディ」、火曜は「かいけつ火曜日」、水曜は「1万円ゲット水曜日～クイズ」、木曜は「ファミリーな木曜日」、金曜は「ハッピーな金曜日」と、曜日ごとにサブタイトルが付けられていた。

## 出演者

### パーソナリティ
- 月曜・火曜・水曜
  - 松井梨絵子
- 木曜・金曜
  - 高橋美樹

### 中継リポーター
- 月曜
  - 加藤隆弘
- 火曜
  - 工藤東子
- 水曜
  - 宇奈月満
- 木曜
  - 松浦大悟→井関裕貴
- 金曜
  - まるさん→工藤牧子

## タイムテーブル
- 12:20
  - オープニング
- 12:25
  - お天気高速道路情報（提供：NEXCO）
- 12:30
  - レッツ! トレンド（日本主要都市、海外の注目スポットの紹介や話題のホテルなど県外の情報を紹介）
- 12:40
  - ラジPAL中継 (1)
- 12:50
  - さきがけニュース
- 13:00
  - 交通情報（提供：聖教新聞）
- 13:10
  - 葬祭アラカルト（第1・第3月曜）
  - かいけつ! English（火曜）
  - おふろdeクイズ（水曜）
  - 羽後日産中古車・ペットショップ情報（木曜）
  - ネッツトヨタ、生鮮情報（金曜）
- 13:20
  - ラジPAL中継 (2)
- 13:35
  - コンビニ探偵団（金曜）
- 13:40
  - ペット情報（月曜～金曜）
  - お酒よもやま話（第1・第3火曜）
  - ゆうとぴあへようこそ（第2・第4水曜）
  - 天国へ行ったペットたち（木曜）
- 13:54
  - さきがけニュース
- 14:00
  - かいけつ梨絵子（第1火曜）
- 14:15
  - おさかなのひとりごと（金曜）
- 14:20
  - ラジPAL中継 (3)
  - 藤枝おばあちゃんのじゃんご料理（金曜）
- 14:35
  - 交通情報（提供：トヨタカローラ秋田）
- 14:40
  - 日本列島ほっと通信
- 14:50
  - さきがけニュース
- 15:00
  - COWCOWウェザーリポート
  - ちゅら花ラジオショッピング（月曜）
  - ラジPAL中継 (4)
- 15:21
  - エンディング

| 秋田放送ラジオ（ABSラジオ） 昼のラジオ番組 | 秋田放送ラジオ（ABSラジオ） 昼のラジオ番組 | 秋田放送ラジオ（ABSラジオ） 昼のラジオ番組 |
| 前番組                                     | 番組名                                     | 次番組                                     |
| ------------------------------------------ | ------------------------------------------ | ------------------------------------------ |
| 元気満タン秋田だwin2                       | ごごはWIN'S                                | ごくじょうラジオ                           |